# Nate (cổng thông tin điện tử)
Nate (tiếng Hàn: 네이트) là một cổng thông tin điện tử Hàn Quốc, phát triển bởi SK Communications. Vào năm 2003, Nate mua lại dịch vụ trực tuyến Cyworld, vào năm 2004, nó đạt vị trí đầu tiên với tổng lượt xem tại trang địa phương là 3.8 triệu, lần đầu tiên vượt qua đối thủ Daum.

## NateOn
NateOn là một ứng dụng tin nhắn tức thời được cung cấp bởi Nate, lần đầu tiên vượt qua MSN Messenger về số lượng người sử dụng Hàn Quốc trong năm 2005. Trong suốt 3 tuần của tháng 5 năm 2005, tổng người dùng Hàn Quốc của NateOn là 7.54 triệu, so với MSN Messenger là 6.5 triệu.

## Liên kết
- www.nate.com (tiếng Hàn)